# Calore

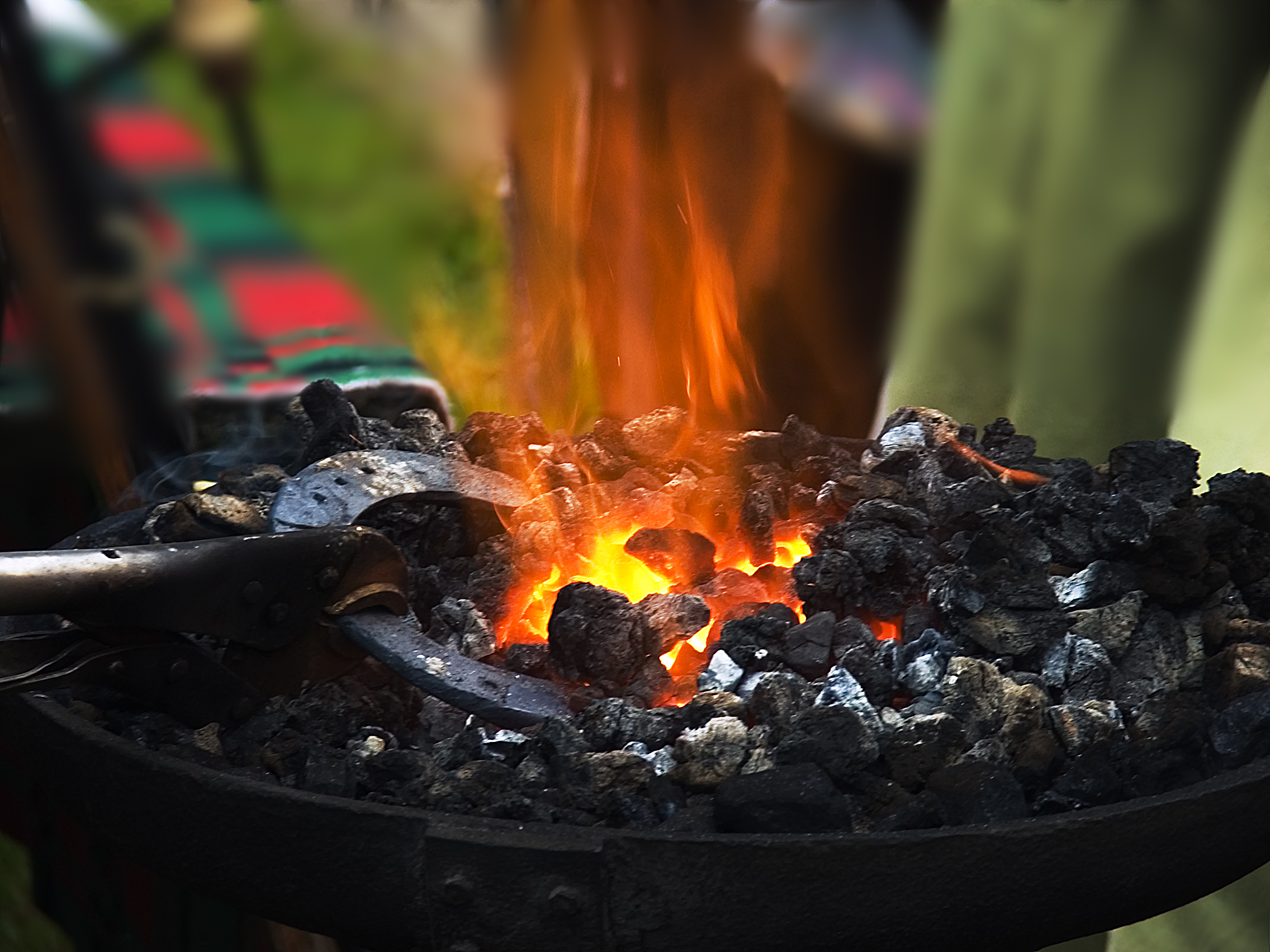
L'energia viene trasferita in diversi modi: per conduzione (nel ferro di cavallo), per convezione (nella risalita di aria calda) e per irraggiamento termico (visibile attraverso il bagliore delle braci rosse).

In termodinamica, il calore è definito come il trasferimento di energia termica tra due sistemi associato ad una differenza di temperatura e non imputabile ad un lavoro. Il calore è quindi una forma di scambio di energia fra due corpi e non una forma di energia contenuta in un corpo, come ad esempio l'energia interna. 

## Differenza fra calore, temperatura e energia interna
Nel linguaggio comune, il calore viene spesso confuso con la temperatura, sebbene fisicamente si tratti di due grandezze distinte. La temperatura è una funzione di stato, ossia una proprietà specifica associabile ad un corpo in equilibrio termodinamico considerato singolarmente in un dato istante. Il trasferimento di calore al contrario è un fenomeno fisico dinamico che si verifica ad esempio quando due corpi con temperature differenti vengono posti a contatto termico. In quanto tale, il calore non è una funzione di stato e non è nemmeno associabile ad una configurazione di equilibrio termodinamico, il trasferimento di calore cessa infatti quando tutte le parti del sistema abbiano raggiunto l'equilibrio termico fra di loro e con l'ambiente. 
In base al primo principio della termodinamica, il calore corrisponde allo scambio di energia fra due sistemi dovuto ad una differenza di temperatura. Il calore è definibile come "energia in transito", non come "energia posseduta da un corpo"; esso viene "scambiato" tra due corpi, o parti dello stesso corpo, e non "posseduto" da un singolo corpo (come invece succede per l'energia interna).
Un corpo ad alta temperatura non ha più calore di un corpo a bassa temperatura. Non ha quindi significato affermare che un corpo contenga più calore di un altro, proprio perché il calore esiste solo considerando lo scambio di energia fra due sistemi e in quanto tale non può essere posseduto permanentemente da nessun corpo considerato singolarmente. Inoltre il calore, contrariamente a quanto supposto prima del XIX secolo, non è un fluido contenuto nei corpi, in senso stretto un corpo caldo non "cede" calore ad uno freddo.
La sensazione di caldo o di freddo dell'uomo e di molti animali è legata al calore e quindi all'interazione fra il corpo umano e l'ambiente, ma non direttamente alla temperatura. Ad esempio, immergendo per qualche secondo una mano in acqua fredda e l'altra in acqua calda, e successivamente immergendole entrambe in acqua tiepida, la prima avrà la sensazione che l'acqua sia calda, la seconda che sia fredda. Questo accade perché nel primo caso la mano nell'acqua fredda avrà raggiunto una temperatura più bassa e il calore si trasmette dall'acqua tiepida alla mano, stimolando i termorecettori a percepire "caldo", mentre nel secondo caso il calore si trasmette dalla mano all'acqua tiepida e si percepisce "freddo". Inoltre, la trasmissione del calore dalla mano ad un oggetto o liquido dipende anche dalla conducibilità termica. A causa di questo principio, l'uomo non è in grado di percepire la temperatura assoluta di un corpo.

## Storia
Durante la prima metà del Settecento, il flogisto e il calorico erano sostanze considerate come fluidi invisibili usate per spiegare il riscaldamento di alcuni materiali e la combustione. Il calorico entrando dentro la materia di un corpo, poteva aumentarne la temperatura. Un corpo invece che si raffreddava cedeva il calorico in esso contenuto all'ambiente esterno.
Nonostante gli studi seicenteschi di Boyle sulla relazione tra il moto delle particelle e il calore, solamente verso metà del XIX secolo si gettarono le basi della termodinamica, grazie agli studi di Mayer (1842) e Joule (1843), riguardanti la quantità di calore e il lavoro necessario per ottenerlo.

## Effetti del calore
Gli effetti del calore sono descritti dal primo principio della termodinamica e implicano che il calore, assieme al lavoro, comporti una variazione dell'energia del sistema termodinamico. Nella forma più generale:
{\displaystyle \Delta E=Q-W}
dove {\displaystyle \Delta E} indica la variazione dell'energia (ad esempio energia interna, cinetica, potenziale), {\displaystyle Q} indica il calore e {\displaystyle W} indica il lavoro; il calore assorbito dal sistema e il lavoro compiuto dal sistema hanno segno positivo.
Una particolare forma di energia che può essere modificata a seguito dello scambio di calore è l'energia interna. La variazione di energia interna può avere diverse conseguenze, tra cui una variazione di temperatura del corpo o una transizione di fase.
Se il trasferimento di calore ha come conseguenza un cambiamento di stato di aggregazione, tale calore prende il nome di calore latente, mentre, se il trasferimento di calore ha come conseguenza una diminuzione della differenza di temperatura (in quanto i due sistemi o le due parti dello stesso sistema tendono a raggiungere l'equilibrio termico), si parla di calore sensibile. Si parla inoltre di calore di reazione quando il calore occorre in conseguenza di una reazione chimica.
La classica formula del calore sensibile è:
{\displaystyle Q=c\cdot m\cdot \Delta T}
dove c è il calore specifico, m la massa del corpo, e {\displaystyle \Delta T} è la differenza di temperatura. Il calore latente è espresso come:
{\displaystyle Q=\lambda \cdot m},
dove {\displaystyle \lambda } è il calore latente specifico.
Ad esempio l'aumento di temperatura dell'acqua da 20 °C a 50 °C in condizioni standard (cioè alla pressione di 1 atm) è determinato dal fatto che ad essa è fornito calore sensibile, mentre, se l'acqua ha già raggiunto la temperatura d'ebollizione, essa immagazzina energia (sotto forma di calore latente), mantenendo la propria temperatura invariata, fino a quando non avviene il cambiamento di fase da liquido a vapore.

## Calore e entropia
Il calore ha un ruolo importante anche nel secondo principio della termodinamica attraverso il concetto di entropia, che è una variabile di stato che può essere interpretata come una misura del grado di disordine di un sistema. Infatti, la differenza di entropia fra due stati di equilibrio di un corpo A e B è data dalla somma del calore assorbito dal corpo durante una trasformazione reversibile fra questi due stati diviso per la temperatura:
{\displaystyle \Delta S=\oint _{A}^{B}{\frac {\delta Q_{\textrm {rev}}}{T}}};
se la temperatura non cambia durante la trasformazione, la variazione di entropia si semplifica in
{\displaystyle \Delta S={\frac {Q_{\textrm {rev}}}{T}}}.
Il calore trasmesso ad o da un corpo ha quindi l'effetto in generale di produrre una variazione della sua entropia.
Ad esempio, quando due corpi con due differenti temperature {\displaystyle T_{1}>T_{2}} vengono posti a contatto termico, il calore {\displaystyle \delta Q} comincia a trasmettersi dal corpo più caldo a quello più freddo. La variazione infinitesima di entropia è
{\displaystyle dS=-{\frac {\delta Q}{T_{1}}}+{\frac {\delta Q}{T_{2}}}},
con il segno meno per il calore trasmesso dal corpo a temperatura più alta {\displaystyle T_{1}} al corpo a temperatura più bassa {\displaystyle T_{2}}. Dato che {\displaystyle T_{1}>T_{2}}, si ha che {\displaystyle {\frac {\delta Q}{T_{1}}}<{\frac {\delta Q}{T_{2}}}}, e quindi la variazione di entropia dei due corpi {\displaystyle dS} è maggiore di zero, ossia l'entropia aumenta.

## Unità di misura del calore
In quanto energia scambiata, il calore si misura nel Sistema Internazionale in joule. Nella pratica viene tuttavia ancora spesso usata come unità di misura la caloria, che è definita come la quantità di calore necessaria a portare la temperatura di un grammo di acqua distillata, sottoposta alla pressione di 1 atm, da 14,5 °C a 15,5 °C. A volte si utilizzano anche unità a carattere meramente tecnico, quali kWh o BTU.
Alcune equivalenze:
|         | kJ         | kWh        | kcal       | BTU        | kgp·m     |
| 1 kJ    | 1          | 2,778×10−4 | 0,2388     | 0,9478     | 1,020×102 |
| 1 kWh   | 3600       | 1          | 859,8      | 3412       | 3,671×105 |
| 1 kcal  | 4,187      | 1,163×10−3 | 1          | 3,968      | 4,269×102 |
| 1 BTU   | 1,055      | 2,941×10−4 | 0,2519     | 1          | 1,076×102 |
| 1 kgp·m | 9,807×10−3 | 2,721×10−6 | 2,342×10−3 | 9,295×10−3 | 1         |

## Propagazione del calore
Il trasferimento (o scambio o propagazione) del calore tra sistemi può avvenire in tre modi:
- per conduzione: in uno stesso corpo o fra corpi a contatto si ha una trasmissione, per urti, di energia cinetica tra le molecole appartenenti a zone limitrofe del materiale. Nella conduzione viene trasferita energia attraverso la materia, ma senza movimento macroscopico di quest'ultima;
- per convezione: in un fluido in movimento, porzioni del fluido possono scaldarsi o raffreddarsi per conduzione venendo a contatto con superfici esterne e poi, nel corso del loro moto (spesso a carattere turbolento), trasferire (sempre per conduzione) l'energia acquistata ad altre superfici, dando così luogo ad un trasferimento di calore per avvezione. In un campo gravitazionale quale quello terrestre (associato alla forza peso), tale modalità di trasferimento di calore, detta convezione libera, è dovuta al naturale prodursi di correnti avvettive, calde verso l'alto e fredde verso il basso, dovute a diversità di temperatura e quindi di densità delle regioni di fluido coinvolte nel fenomeno, rispetto a quelle del fluido circostante;
- per irraggiamento: tra due sistemi la trasmissione di calore può avvenire a distanza (anche nel vuoto), per emissione, propagazione e assorbimento di onde elettromagnetiche: anche in questo caso il corpo a temperatura inferiore si riscalda e quello a temperatura superiore si raffredda.[11] Il meccanismo dell'irraggiamento non richiede il contatto fisico tra i corpi coinvolti nel processo.

Nella pratica tecnica e nell'impiantistica in genere lo scambio di calore senza mescolamento tra fluidi diversi avviene in dispositivi appositamente progettati, chiamati appunto scambiatori di calore.